# Pelagornis chilensis
 Pelagornis chilensis  ist eine ausgestorbene Art extrem großer Meeresvögel aus der Familie der Pelagornithidae (Pseudozahnvögel), deren erster Fund im Norden von Chile geborgen wurde. Das Alter der Fundschicht konnte mit Hilfe der Strontiumisotopenanalyse auf 6,8 ± 1,3 Millionen Jahre vor heute datiert werden.

## Erstbeschreibung
Das Typusexemplar von Pelagornis chilensis wurde in der Erstbeschreibung durch Gerald Mayr und David Rubilar als ungewöhnlich vollständig und gut erhalten bezeichnet. Es ist mit rund 70 Prozent Vollständigkeit der bisher besterhaltene Fund eines Pseudozahnvogels. Das Tier besaß mit einer Spannweite der Flügel von mindestens 525 Zentimetern „das längste Flügelskelett aller Vögel“. Ein rekonstruiertes Skelett von Pelagornis chilensis ist seit Herbst 2010 im Senckenberg-Museum in Frankfurt am Main zu sehen.

## Merkmale
Die beiden Flügel von Pelagornis chilensis konnten aufgrund des guten Erhaltungszustands zuverlässig rekonstruiert werden: Jeder Flügel war demnach ungefähr 220 Zentimeter lang und damit ungefähr doppelt so lang wie jener des Wanderalbatros', der unter allen heute lebenden Vögeln die größte Flügelspannweite aufweist. Da das Gefieder nicht überliefert ist, kann die Flügelspannweite von Pelagornis chilensis nur vom Knochenbau abgeleitet werden, so dass der Schätzwert von 525 Zentimetern bloß eine Untergrenze darstellt. In der Erstbeschreibung wird daher darauf hingewiesen, dass die Schwungfedern des Albatros 1,7 Mal so lang sind wie seine Elle – übertragen auf das Fossil würde das eine mögliche Flügelspannweite von sogar 610 Zentimetern zur Folge haben.
Das Lebendgewicht von Pelagornis chilensis betrug vermutlich nur 16 bis 29 Kilogramm, die Länge des Kopfes wird in der Erstbeschreibung mit 450 Millimetern ausgewiesen. Auf dem 414 Millimeter langen, gut erhaltenen Unterkiefer (Ramus mandibulae) sitzen beidseits jeweils 20 zahnähnliche Knochenfortsätze (Pseudozähne), die für die deutsche Bezeichnung der Familie namensgebend sind. Die Tiere konnten damit im Flug wasserlebende Tiere von der Oberfläche des Pazifiks erbeuten.

## Entdeckung
Das bisher einzige bekannte Exemplar von Pelagornis chilensis wurde von einem Amateur-Sammler in der Atacamawüste, ungefähr 10 km südlich der nordchilenischen Gemeinde Bahìa Inglesa, an der seit 2007 wissenschaftlich beschriebenen Fundstelle El Morro entdeckt; dort treten in Form von Sandstein miozäne Meeressedimente mit zahlreichen gut erhaltenen Wirbeltier-Fossilien zutage. Das Fossil wurde zunächst von einem deutschen Sammler angekauft, der dessen Bedeutung erkannte und daher im Jahr 2008 Kontakt zum Leiter der Sektion Ornithologie des Forschungsinstituts Senckenberg, Gerald Mayr, aufnahm. Die Senckenberg Gesellschaft für Naturforschung erwarb das Fossil und gab es an das Herkunftsland zurück, wo es seitdem im Museo Nacional de Historia Natural in Santiago de Chile unter der Archivnummer MNHN SGO.PV 1061 verwahrt und der Forschung zugänglich gemacht wird.

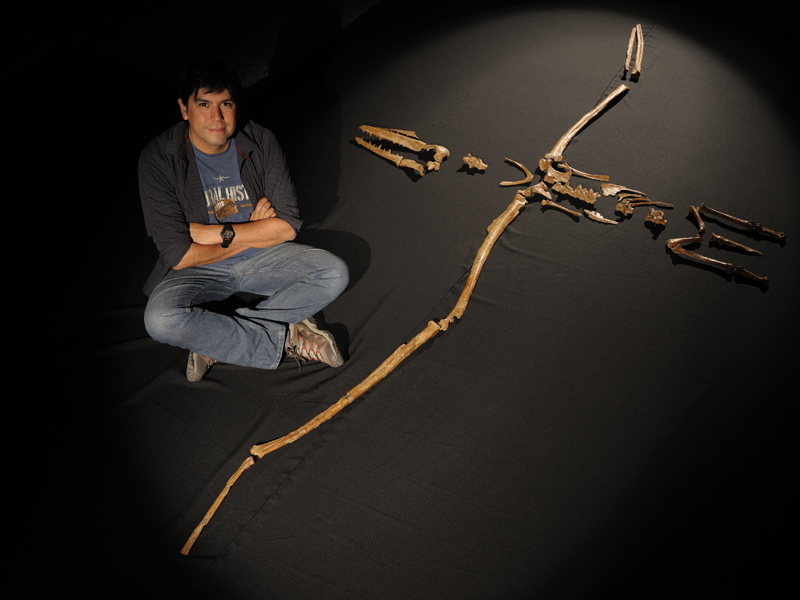
Der chilenische Kurator, David Rubilar, und das originale Skelett
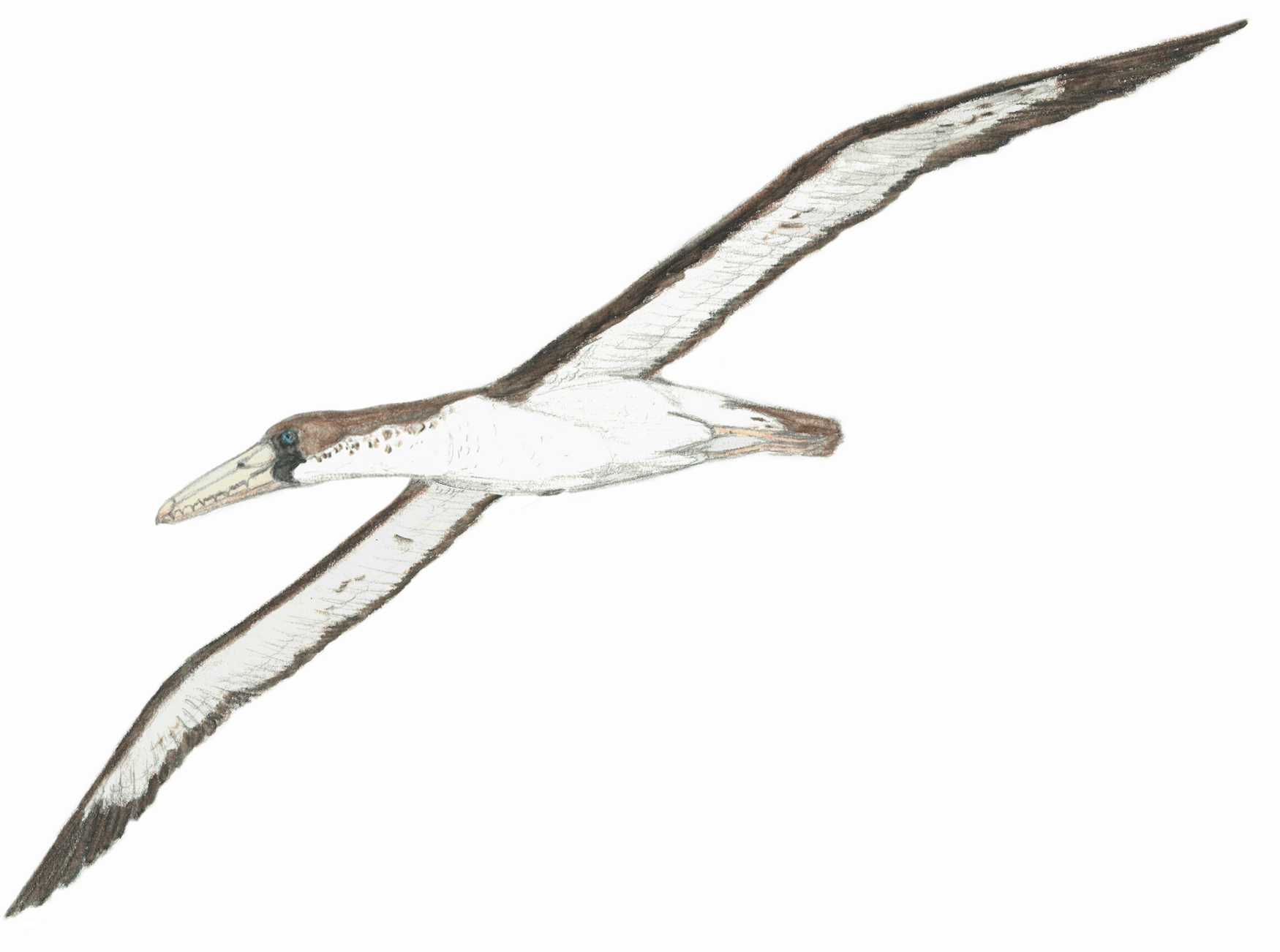
Rekonstruktion des Flugbilds von Pelagornis chilensis

## Belege
1. ↑  Gerald Mayr, David Rubilar-Rogers: Osteology of a new giant bony-toothed bird from the Miocene of Chile, with a revision of the taxonomy of Neogene Pelagornithidae. In: Journal of Vertebrate Paleontology. Band 30, Nr. 5, 2010, S. 1313–1330, doi:10.1080/02724634.2010.501465, Volltext.